# Paperback Writer
Paperback Writer er en sang af den engelske rock-gruppe The Beatles.
Sangen udkom i juli 1966, kort tid inden The Beatles stoppede med at turnere.
Paperback Writer er skrevet af en af de mest fremtrædende medlemmer af bandet, Paul McCartney. Sangen udkom på et single-album (et album med kun et eller to numre) sammen med John Lennons 'Rain'.

## Opbygning
Paperback Writer er meget anderledes end gruppens tidligere single-udgivelser; den er mindre 'poppet' og tager andre virkemidler i brug. Verset er opbygget af meget få toner, og den er -hvad angår akkorder- meget enkel, men har en fremtrædende, flerstemmig begyndelse. Der er meget rytme og energi i sangen hvilket egentligt bærer sangen mere end harmoni og melodi gør. I Paperback Writer fylder flerstemmigt kor en stor del hvilket står i kontrast til single-albummets B-nummer, John Lennons 'Rain'.